# Rover Group
Rover Group — британская государственная компания, производитель транспортных средств. В период со времени основания в 1975 году по 1986 год называлась British Leyland. С 1988 года по 1994 год владельцем компании была корпорация British Aerospace. В 1994 году компания была продана концерну BMW, в 2000 году компания была окончательно ликвидирована, а её бренды Rover и MG были приобретены компанией MG Rover Group.

## Модели
Модельный ряд автомобилей, выпускавшихся компанией Rover Group.
- Rover 800 (1991—1998)
- Rover 200 (1989—1999)
- Rover 400 (1989—1999)
- Rover Metro/Rover 100 (1990—1997)
- Rover 600 (1993—1999)

- Rover 820
- Rover 200 (1989-1994)
- Rover 200 (1995-1999)
- Rover 400 (1989-1994)
- Rover 400 (1995-1999)
- Rover Metro (1990-1994)
- Rover 100 (1995-1997)
- Rover 620ti